# 乌克兰第103独立国土防御旅
第103獨立国土防御旅（烏克蘭語： 103-тя окрема бригада територіальної оборони）是烏克蘭國土防禦部隊下轄的一个部隊，受西方作战指挥部指揮。2022年俄羅斯入侵烏克蘭期間，该旅參與作戰。

## 历史
2018年10月16日，時任乌克兰总统彼得·波罗申科在利沃夫州访问期間慰問了第103独立國土防御旅士兵。
2019年7月17日至20日，该旅的约200名预备役军官前往国际维和与安全中心接受实战训练。 
2022年烏克蘭哈爾科夫反攻期间，第103独立國土防御旅和第113国土防御旅參與进攻契卡洛夫斯凱和舍夫琴科韋，并帮助烏克蘭第25空降旅和乌克兰第80空降突击旅夺回库皮扬斯克。 
2022年9月30日晚间，乌克兰总统弗拉基米尔·泽连斯基在视频中感谢第103独立國土防御旅參與奪回顿涅茨克州扬皮尔。